# Alpha1 Capricorni
Alpha1 Capricorni (α1 Cap) ist ein teleskopischer und spektroskopischer Mehrfachstern im Sternbild Steinbock. Er hat eine Gesamthelligkeit von 4,3 mag und seine Entfernung beträgt ca. 812 Lichtjahre.
Der Stern bewegt sich für Beobachter auf der Erde mit einer Eigenbewegung von etwa 22 Millibogensekunden/Jahr über den Himmel. Bei seiner Entfernung entspricht dies einer Geschwindigkeit von etwa 26 km/s, während er sich zusätzlich mit etwa der gleichen Geschwindigkeit auf uns zu bewegt. Im Raum bewegt sich der Stern demnach mit einer Geschwindigkeit von etwa 36 km/s relativ zu unserer Sonne.
Alpha1 Capricorni ist ein System aus fünf Komponenten. Der Hauptstern A ist ein gelber Überriese von etwas über 5-facher Masse, 130-fachem Durchmesser und 1000-facher Leuchtkraft der Sonne. Seine effektive Oberflächentemperatur liegt mit etwa 5300 K etwas unter der der Sonne. Er rotiert mit einer projizierten äquatorialen Rotationsgeschwindigkeit v·sin(i) von 7,3 km/s.
Im Jahr 1827 fand John Herschel etwa 30 Bogensekunden neben dem hellen Stern A einen 120-mal schwächeren Begleiter C mit einer scheinbaren Helligkeit von 9,6 mag. Dieser Stern trägt auch die Bezeichnung BD −12° 5682. Später konnte Sherburne Wesley Burnham im Jahr 1874 noch eine dritte Komponente B beschreiben. Dieser Stern hat nur eine Helligkeit von 14,1 mag und befand sich zum Zeitpunkt der Entdeckung etwa 15 Bogensekunden vom Hauptstern A entfernt, heute beträgt der Abstand etwas über 50″.
Im Jahr 1905 konnte Carl Wilhelm Wirtz schließlich einerseits noch einen weiteren Begleiter D mit einer Helligkeit von 14,2 mag und einem Abstand von 30″ zur Komponente C erkennen, andererseits  konnte er den Hauptstern A selbst als engen spektroskopischen Doppelstern identifizieren. Seine beiden Komponenten Aa und Ab im Abstand von etwa 1″ besitzen scheinbare Helligkeiten von 4,4 bzw. 8,6 mag.
Alpha1 wurde zusammen mit dem Stern Alpha2 Capricorni auch mit dem Eigennamen „Algiedi“ oder „Algedi“ (von arabisch الجدي, DMG al-ǧady ‚das Ziegenböckchen‘) bezeichnet. Zur Unterscheidung von diesem wurde er auch „Prima Giedi“ genannt. Nach dem „IAU Catalog of Star Names“ der Working Group on Star Names (WGSN) der IAU zur Standardisierung von Sternnamen wurde der Name in der Form „Algedi“ 2016 nur dem helleren Alpha2 Capricorni zugewiesen.

## Wissenschaftliche Untersuchung
Im Jahr 2005 wurde für Alpha1 Capricorni und andere mittelschwere Sterne mit einer Masse zwischen 5 und 20 M☉ aus Beobachtungen an der Europäischen Südsternwarte in Chile der Einfluss der Rotationsgeschwindigkeit des Sterns auf das Vorkommen verschiedener Elemente in seiner Atmosphäre untersucht. Dabei wurden auch Werte für die effektive Temperatur, die Schwerkraft an der Oberfläche, Mikroturbulenzgeschwindigkeit, Helligkeit und Masse, sowie Häufigkeit verschiedener Elemente ermittelt.